# Muckross House
Muckross House (irsko Teach Mhucrois) je na majhnem polotoku Muckross med jezeroma Muckross in Lough Leane, dveh od Killarneyjskih jezer, 6 kilometrov od mesta Killarney v grofiji Kerry na Irskem. Leta 1932 sta ga irskemu narodu darovala William Bowers Bourn in Arthur Rose Vincent. Tako je postal prvi narodni park v Irski svobodni državi (zdaj Republika Irska) in je bil podlaga za današnji narodni park Killarney.

## Zgodovina
Muckross House je dvorec, ki ga je zasnoval britanski arhitekt William Burn, zgrajen je bil leta 1843 za Henryja Arthurja Herberta in njegovo ženo, slikarko akvarelov Mary Balfour Herbert.
Ima 65 sob in je bil zgrajen v tudorskem slogu. Obsežne izboljšave so bile narejene v petdesetih letih 20. stoletja ob pripravah na obisk kraljice Viktorije leta 1861, kar je povzročilo finančne težave družine Herbert, ki je morala  prodati nepremičnino. Leta 1899 jo je kupil Arthur Guinness, prvi baron Ardilaun, ki je želel ohraniti dramatično pokrajino. Sam v hiši ni živel, ampak jo je dal v najem bogati skupini kot lovsko kočo.
Avgusta 1911, malo pred prvo svetovno vojno, je bil dvorec s posestmi znova prodan Williamu Bowersu Bournu, bogatemu kalifornijskemu rudarskemu magnatu. Z ženo sta jo kot poročno darilo dala svoji hčerki Maud in njenemu možu Arthurju Rosu Vincentu. Par je živel v njej do leta 1929, ko je Maud umrla zaradi pljučnice.
Leta 1932 so se njeni starši in zet Arthur Vincent odločili, da bodo dvorec in 11.000 hektarjev zemljišč podarili državi. Tako je bil ustanovljen Spominski park Bourne-Vincent, ki je postal prvi narodni park v Republiki Irski. Iz njega se je oblikoval današnji narodni park Killarney. V poznejših letih je bil park precej razširjen s pridobitvijo zemljišč nekdanjega posestva grofa Kenmara.

## Od srede 20. stoletja
Dvorec je postal muzej. Sobe in pohištvo dajejo dober vtis o življenju plemstva v 19. in v začetku 20. stoletja. Velike sobe imajo visoke strope, stene krasijo slike, tapiserije in lovske trofeje.
Ker je Killarney pomembno turistično središče zahodne Irske, so bile v dvorcu in okoli njega zgrajene še druge zanimivosti. Glavna stavba ima poleg restavracije še lončarsko delavnico in tkalnico. Zunaj so lepi, večinoma z vrtnicami okrašeni vrtovi. Leta 2000 je bil dodan Walled Garden Centre.
Veliko prej so bile urejene tradicionalne kmetije, na katerih je prikazano vsakdanje življenje irskega podeželskega prebivalstva v 1930-ih in 1940-ih letih z zgodovinsko kmetijsko opremo z opisi, poleg tega pa so najeti kmetje, ki obdelujejo zemljo s to staro opremo.
Center Muckross House in Walled Garden sta odprta vse leto. Samo za božične praznike hiša ostane zaprta. Tradicionalna kmetija je v zimskih mesecih zaprta za obiskovalce in se po navadi ponovno odpre v marcu.
Posebno privlačni so izleti, kot je prevoz s kočijo v obsežna območja narodnega parka. Želja donatorja, da bo vrt postal največje igrišče na svetu, bi lahko postal resničnost.

## Sobe
- Vhodna dvorana: v njej so goste pozdravili, preden so bili povabljeni v salon ali knjižnico. Kadar so priredili plese, so pohištvo umaknili. Tu so odlične lesene rezbarije s tega območja, ki jih je naredila družina Egan iz Killarneyja. Mize so narejene iz palisandra in mahagonija. Visoko stopniščno okno je iz starega angleškega kristalnega stekla.
- Salon: v njem so družina in njeni gostje preživljali čas ob glasbi, petju, kartanju in družabnih igrah. Uporabljali so namizne igre, kitajske lakirne šivalne škatle, tu so še vratno krilo (John Broadwood & Sons, London 1841) in dve ogledali iz muranskega stekla.

Posebna značilnost so kitajske plošče, ki so obraze dam varovale pred toploto ognja. Bela maska tistega časa je bila osvinčena. Toplota bi jim razžrla kožo.
- Jedilnica: v njej je najfinejše pohištvo v hiši, od obiska kraljice Viktorije leta 1861 ni bila spremenjena. Zavese so bile za to priložnost posebej stkane v Bruslju. Orehovina je bila izdelana po meri v Italiji, izrezljana in je nosila družinski grb Herbertov. Portreti predstavljajo člane družine Vincent, ki so bili zadnji zasebni lastniki posestva.
- Gospejina soba: v njej se je gospodarica hiše sprostila z vezenjem, urejanjem cvetja, glasbo ali branjem. Med bivanjem kraljice Viktorije je bila soba del lepega apartmaju, ki ga je uporabljala samo ona. Oprema in okrasitev prostora ustrezata prejšnjemu stanju. Slike je naslikala Mary Herbert, ki danes velja za vodilno krajinsko slikarko.
- Prostor z zvonci: iz njega so služabnike klicali v različne sobe v hiši. Vsak zvonec je imel drugačen zvok, tako da so služabniki vedeli, iz katere sobe ga kličejo.
- Kuhinja je bila  "energijski center" hiše. V njej se je vedno kaj dogajalo. Brez kuharjevega dovoljenja nihče, razen gospodarja, ni mogel vstopiti v kuhinjo.

Kuhinja je zunaj glavne stavbe, tako da vonj po hrani ni motil stanovalcev. Zato pa je bilo treba zelo težke pladnje prenašati daleč. Po eni strani je bila to obremenitev za osebje, po drugi strani pa se je hrana pogosto ohladila, preden je dosegla cilj.

## Zanimivosti
Rudolf Erich Raspe, znan po satiričnih zgodbah Dogodivščine barona Munchhausna, je pokopan v bližini dvorca na pokopališču Killeaghy v anonimnem grobu za reveže. Medtem ko je svetoval lastniku dvorca o razvoju rudnikov bakra, ki naj bi ležali na posesti, je zbolel za škrlatinko in umrl novembra 1794.
Na sprednji vstopni poti je nameščenih precej trofejnih glav, tudi ogromno rogovje irskega jelena (izumrlega), ki je bilo najdeno v lokalnem barju.